# Крылов, Дмитрий Сергеевич
Дмитрий Сергеевич Крылов (1791 — не ранее 1848) — русский государственный деятель, Рязанский губернатор.
С 1812 года служил в Лейб-гвардии егерском полку. Участвовал в сражениях Отечественной войны 1812 года и в заграничных походах русской армии 1813—1815 гг. С 1816 года — штабс-капитан, с 1819 — капитан, с 1821 — полковник в отставке.
На гражданской службе начал служить при Московской казенной палате — чиновником для особых поручений; с 1824 года — коллежский советник. Был назначен Тверским вице-губернатором 6 апреля 1828 года. При образовании Харьковской губернии он был назначен с 19 апреля 1835 года вице-губернатором и находился в должности до 1838 года.
Был произведён 31 марта 1839 года в чин действительного статского советника, а в мае 1841 года получил назначение Рязанским губернатором. В 1843 году вышел в отставку.
Его сын — Александр Дмитриевич Крылов (1821 — не ранее 1890) был членом Главного военного суда, при отставке получил чин действительного тайного советника.